# Alchemilla pentaphylla
Alchemilla pentaphylla é uma espécie de rosácea do gênero Alchemilla, pertencente à família Rosaceae.